# Culicoides bajensis
Culicoides bajensis är en tvåvingeart som beskrevs av Wirth och Assis de Moraes 1979. Culicoides bajensis ingår i släktet Culicoides och familjen svidknott. Inga underarter finns listade i Catalogue of Life.